# Coenosia latitarsis
Coenosia latitarsis este o specie de muște din genul Coenosia, familia Muscidae, descrisă de Malloch în anul 1925. Conform Catalogue of Life specia Coenosia latitarsis nu are subspecii cunoscute.